# Robert Lawrence
Robert Alasdair Davidson Lawrence (3 luglio 1960) è un militare, imprenditore e produttore cinematografico britannico, ex-capitano delle Guardie Scozzesi rimasto gravemente ferito nella guerra delle Falklands.

## Giovinezza e arruolamento nell'esercito
Robert Lawrence nasce il 3 luglio 1960 da John, ex-ufficiale della Royal Air Force, e Jean Lawrence. Giovanissimo frequentò la Rose Hill School di Alderley e, all'età di 16 anni, abbandonato il Fettes College di Edimburgo, si arruola volontario nell'Esercito Inglese, in gran parte per calmare suo padre.
Nel 1977, dopo aver frequentato la Reale Accademia Militare di Sandhurst, viene assegnato nel 2º Battaglione Guardie Scozzesi con il grado di sottotenente promosso il 4 agosto 1979. In seguito viene poi promosso tenente il 4 agosto 1981.
Durante il servizio militare servì per alcuni anni con il suo battaglione a Belfast, in Irlanda del Nord, durante la guerra nordirlandese. In seguito è stato istruttore di guerra nella giungla del Brunei e aveva lavorato in Africa, servendo soprattutto nel 14 Intelligence Company.

## La guerra delle Falkland
Il 12 maggio 1982, quando il Regno Unito entrò nella guerra delle Falklands, Lawrence salpò con il suo plotone dal porto di Southampton a bordo del transatlantico Queen Elizabeth 2 per essere spedito in prima linea nel Sud Atlantico. La mattina del 13 giugno, dopo essere sbarcato sulle spiagge di Bluff Cove, il battaglione si era successivamente trasferito via elicottero in una zona di assemblaggio nei pressi di Goat Ridge, in attesa di un possibile nuovo obiettivo militare per liberare le Falklands dal dominio dell'esercito argentino di Leopoldo Galtieri.
Nella notte tra 13 e il 14 giugno, dopo aver passato un'intera mattinata di approvvigionamenti, il 2º Battaglione impegnò un attacco contro il Monte Tumbledown, appoggiato dal fuoco della fregata HMS Active appartenente alla flotta della Royal Navy britannica.
Dopo aver ucciso 14 soldati nemici (più 3 argentini a colpi di baionetta), Lawrence, allora comandante del 3º Plotone, riuscì a conquistare la collina occupata sabotando le postazioni di mitragliatrice dei marines argentini, catturando nel frattempo molti soldati nemici. Durante la conquista delle colline orientali, Lawrence, mentre esultava sulla cima della collina gridando: "Non è divertente?", venne colpito alla testa da una pallottola calibro 7,62 sparata da un cecchino argentino. Verrà soccorso la mattina del 14 giugno dai suoi commilitoni dopo essere stato esposto per circa 6 ore al gelo della collina, mentre il resto delle truppe britanniche conquistano la capitale Port Stanley, costringendo le truppe argentine a firmare l'armistizio per cessare ogni forma di ostilità.
Caricato su di un elicottero inglese Gazelle, venne rapidamente trasportato presso l'ospedale da campo di Ajax Bay senza antidolorifici, dove riuscì a sopravvivere miracolosamente all'impatto della pallottola, dato che è stato l'ultimo ad essere operato e quindi aveva meno probabilità di sopravvivere.
Anche se sopravvisse alle ferite, Lawrence ha perso il 43% della sua materia cerebrale, e tutto il lato sinistro del suo corpo è rimasto completamente paralizzato. Tornato in patria in Inghilterra a bordo della nave ospedale SS Uganda, Lawrence trascorse alcuni mesi presso l'Ospedale Militare della RAF a Wroughton, nella contea di Wiltshire, e venne decorato con la Military Cross l'11 ottobre 1982. Dopodiché ha trascorso un anno su una sedia a rotelle e, grazie a vari programmi di terapia riabilitativa, riuscì ad acquisire più movimento, sebbene soffre di una leggera paralisi al braccio sinistro e contrazioni muscolari involontarie.
Il 14 novembre 1983 si congedò con onore con il grado di capitano.

## Carriera post militare
Dopo il servizio militare, nel 1989 Lawrence si trasferisce a Sydney, in Australia, per dedicarsi all'industria cinematografica.
L'anno precedente pubblica insieme a suo padre la sua autobiografia Dopo la battaglia Tumbledown. Nello stesso anno è uscito il film della BBC Tumbledown, diretto da Richard Eyre e interpretato da Colin Firth nel ruolo di Lawrence. Il film è stato visto da 10 milioni di spettatori, rendendolo un piccolo successo nonostante alcune polemiche.
Nel 1995 a Lawrence viene diagnosticato lo stress da combattimento, 13 anni dopo la fine della guerra.
Nel 2007 viene inoltre intervistato da alcuni quotidiani britannici in occasione del 25º anniversario della guerra delle Falkland.
Attualmente vive in una fattoria di campagna dell'Hampshire e lavora come imprenditore del "Global Adventure Plus", un'organizzazione per la riabilitazione degli ex-combattenti dell'esercito britannico.

## Vita personale
Dal suo primo matrimonio con Tina Rivett, Lawrence ha avuto il suo primo figlio, Conrad, nato nel 1988. In seguito al divorzio, nel 1994 incontra al Festival di Cannes l'attrice Marion Sandberg e la coppia si sposa nel 1995. Hanno avuto due figli: Max (nato nel 1994) e Matilda (nata nel 1997).

## Opere
- Dopo la battaglia Tumbledown (When the Fighting Is Over: A Personal Story of the Battle for Tumbledown Mountain and Its Aftermath) (1988)

## Onorificenze
- Military Cross - 1982